# La corazonada
La corazonada  es una película argentina de 2020 filmada en colores dirigida por Alejandro Montiel sobre su propio guion escrito en colaboración con Mili Roque Pitt y Florencia Etcheves. La película está basada en la novela de esta última La virgen en tus ojos y constituye una precuela de la película Perdida de 2018, también basada en una novela de Etcheves.
El film está protagonizado por Luisana Lopilato, Joaquín Furriel y Rafael Ferro, y se estrenó el 28 de mayo de 2020 por Netflix, siendo la primera película argentina original de la plataforma.

## Sinopsis
La agente Manuela Pelari, Pipa, recién egresada de la academia de policía, empieza a trabajar en la división de homicidios junto a Francisco Juánez, un inspector controvertido por sus métodos de investigación, en el asesinato de una joven que tiene como principal sospechosa a la mejor amiga de la víctima.

## Reparto
Participaron del filme los siguientes intérpretes:
- Luisana Lopilato como	Manuela «Pipa» Pelari
- Joaquín Furriel como Francisco Juánez
- Rafael Ferro como Fiscal Emilio Roger
- Maite Lanata como Minerva del Valle
- Juan Manuel Guilera como Fito Lagos
- Abel Ayala como El «Zorro» Galván
- Sebastián Mogordoy como Suboficial Ordóñez
- Delfina Chaves como Gloriana Márquez
- Marita Ballesteros como Inés Quesada

## Recepción

### Comentarios de la crítica
Benjamin Lee en The Guardian opinó:

”"y en lugar de sentirse como una nueva película original brillante, recuerda más a algunos episodios unidos de una pequeña -pantalla de serie procedimental…Es un reloj lento, no poco interesante, exactamente, pero le falta una sacudida de energía o algo lo suficientemente original como para justificar su existencia. El personaje de Juanez es una creación tan involuntariamente cómica que lo que Montiel podría pensar que es misterioso finalmente resulta una tontería.